# Yamagata Television System
Yamagata Television System, Inc. (株式会社山形テレビ Kabushiki-gaisha Yamagata Terebi?), también conocida como YTS, es una cadena de radiodifusión japonesa afiliada a la ANN. Su sede se encuentra en la prefectura de Yamagata.